# Doliku (cràter)
Doliku és un cràter sobre la superfície del planeta nan Ceres, situat amb el sistema de coordenades planetocèntriques a -39.87 ° de latitud nord i 7.11 ° de longitud est. Fa un diàmetre de 15 km. El nom va ser fet oficial per la UAI el 14 de desembre del 2015 i fa referència a Doliku, déu dels camps a Dahomey.